# Epispadia
L'epispadia è una malformazione congenita dei genitali esterni e del basso apparato urinario, strettamente correlata all'ipospadia. È dovuto ad un incompleto sviluppo della superficie dorsale del pene o del clitoride e della parete superiore dell’uretra che risulta pertanto esposta. Di conseguenza il meato urinario esterno ha un’anomala localizzazione in un punto variabile tra il collo vescicale e l’apice del glande in funzione della gravità del difetto. Nei casi più gravi la mancata chiusura della doccia uretrale si estende alla parete vescicale che diviene un continuum con la parete addominale. In questo ultimo caso si parla di complesso estrofico (estrofia vescicale ed epispadia).

## Epidemiologia
Si tratta di una malformazione rara, che colpisce un maschio ogni 120 000 e una femmina ogni 480 000.

## Eziopatogenesi
Nel più dei casi è causata da un incompleto sviluppo del pene o del clitoride e della parete superiore dell'uretra. Nei casi più gravi l'apertura doccia uretrale collega direttamente la parete vescicale e la parete addominale.

## Clinica
Clinicamente, oltre all'aspetto particolare dei genitali esterni, può manifestarsi incontinenza urinaria. Nel sesso maschile si può presentare disfunzione erettile.

## Trattamento
Il trattamento prevede l'intervento chirurgico, finalizzato sia alla ricostruzione dei genitali esterni a fini estetici e funzionali, sia al recupero della continenza urinaria.

## Complicanze post-operatorie
Complicanze precoci
- La necrosi dei lembi cutanei mobilizzati è un rischio nell’immediato postoperatorio
- Gli spasmi vescicali possono essere altamente fastidiosi nel postoperatorio. Una vescica di piccole dimensioni come quella estrofica ha una maggior predisposizione ad essi.
Complicanze tardive
- Il rischio di comparsa di fistole è sempre presente in qualsiasi uretroplastica sebbene siano più frequenti nelle riparazioni di epispadia rispetto all’ipospadia. In caso di comparsa di fistola bisognerà attendere 6 mesi per programmare un nuovo intervento di riparazione della stessa.
- Una complicanza particolarmente grave, e forse sottovalutata, è l’insuccesso nel raggiungimento di un pene abbastanza lungo ed eretto. Questo problema si mette in evidenza quando il paziente raggiunge l’età adulta; i rapporti sessuali risultano difficili se, durante l’erezione, il pene è troppo rigido e fisso sulla parete addominale. In alcuni casi potrebbe essere necessario un nuovo intervento che è particolarmente difficile. Se la retrazione è dovuta a cicatrici cutanee e al tessuto fibroso alla radice del pene, si deve asportare questo tessuto e coprire il difetto con lembi. Se questo allungamento mettesse in evidenza la presenza di un'uretra corta, bisognerà denudare l’asta, isolare l’uretra e preparare il terreno per un'uretroplastica mediante innesto cutaneo o mucoso.